# Torpedobåd
En torpedobåd er et relativt lille og hurtigt krigsskib designet til at affyre torpedoer mod større overfladeskibe. Denne type skib er mest brugt til forsvar i kystnære farvande.
De første torpedobåde var små fartøjer med en stangtorpedo i stævnen. Meningen var, at den skulle eksplodere ved kontakt med et fjendtligt skib. Denne skibstype blev anvendt i den amerikanske borgerkrig; men i praksis blev skibene ofte lige så ilde tilredt som deres modstandere under kamp.
I 1870'erne havde skibsmaskineriet nået et stade, der gjorde det muligt at bygge små hurtige både. En af pionererne var John Thornycroft i England. Hans firma byggede i 1873 torpedobåden Rap til Norge. Rap kunne skyde en fart på 14,5 knob, men når den skulle anvende sine slæbetorpedoer, blev farten sænket så meget, at den ikke var anvendelig i praksis. Den samme erfaring gjorde man i andre lande, så først da den franske flåde i 1875-76 forsynede torpedobådene med affyringsapparater til selvbevægelige torpedoer fra Whitehead, blev den moderne torpedobåd født.

## Den første danske torpedobåd
De første danske torpedobåde var tre dampchalupper, den første bygget hos Thornycroft i 1874 og de næste to i 1878. De fik navnene Dampchalup Nr.5, 10 og 11 og blev udrustet med slæbetorpedoer i 1878. I 1879 skiftede de navn til Torpedobaad Nr. 1-3, og i 1880 fik de rammeapparater til Whitehead torpedoer. De var for små og langsomme til at have militær betydning.
Den første danske torpedobåd, der var udrustet med Whitehead torpedoer var Torpedobaad Nr. 4, bestilt hos Thornycroft 1878 og leveret i Danmark 1879. Den var på 33 ton og kunne skyde en fart af 20,2 knob. Armeringen var et affyringsapparat til 35,5 cm torpedoer samt en 37 mm kanon. I 1882 skiftede den navn til Hajen. 

## Torpedobådens ilddåb
Den første konflikt, hvor torpedobåde deltog, var den russisk-tyrkiske krig i 1877-78. Rusland havde fire små torpedobåde, som blev transporteret på et moderskib, og derefter sat på vandet før kamphandlingerne. To af dem – Sinop og Chesma – blev de første torpedobåde der angreb et fjendtligt skib, da de i 1877 affyrede deres torpedoer mod det tyrkiske panserskib Mahmudieh, dog uden at ramme. Det følgende år blev de samme torpedobåde de første til at sænke et fjendtligt skib, da de torpederede det kanonbevæbnede tyrkiske handelsskib Intibah.

## Torpedobådens storhedstid
1880'erne blev storhedstiden for torpedobåde. Alle sømagter af betydning startede byggeprogrammer, og på grund af den lave pris kunne selv små lande være med. Torpedoen var på papiret et formidabelt våben, og for beskedne midler var det muligt at anskaffe skibe, der kunne true selv store krigsskibe. I Frankrig var enthusiasmen størst. Der blev bygget 129 både fra 1875 til 1890, og yderligere over 200 både frem til 1908. Filosofien bag byggeprogrammet var et kunne true den engelske flådes overherredømme uden at skulle konkurrere økonomisk på et dyrt byggeprogram for panserskibe. Rusland byggede 115 torpedobåde i årene 1877 til 1880 og i England blev der ligeledes bygget et stort antal. I midten af 1880'erne var den typiske søgående torpedobåd på omkring 80 ton og kunne opnå en fart på 21 knob. Desuden var der mindre både til kystforsvar og til at blive medbragt på større skibe.

## Trusler mod torpedobåden
Store krigsskibe kunne bekytte sig med torpedonet, der blev udviklet fra 1880'erne. Nettet blev brugt, når skibene lå for anker eller gik for lav fart, og det var monteret på bomme rundt om skroget, så torpedoerne ville blive fanget i det. En anden beskyttelse bestod i at montere et antal hurtigtskydende kanoner, der blev udviklet i de samme år.
Til aktiv bekæmpelse af torpedobåden byggede man torpedokanonbåde, der kunne ledsage de større enheder og gå til modangreb inden torpedobåden kom tæt nok til at angribe. Torpedokanonbåden var i praksis for langsom til at følge med de store skibe, så i stedet gik man over til at bygge store torpedobåde (destroyere eller jagere), der både kunne bekæmpe små torpedobåde og selv angribe større fjendtlige skibe.
Denne udvikling betød, at der ikke længere blev bygget så mange torpedobåde. Fra begyndelsen af 1900-tallet blev torpedobådens rolle som overraskelsesvåben gradvis overtaget af undervandsbåden, og produktionen fortsatte kun i enkelte lande, for eksempel Danmark. 

## Genopstandelse i ny udgave
Ved fremkomsten af forbrændingsmotoren åbnede der sig pludselig nye muligheder for at producere små skibe med stor motokraft i forhold til deplacementet, og dermed mulighed for høj fart. Thornycroft og Yarrow byggede i 1904-06 de første sådanne motortorpedobåde på 8 til 10 ton med en hastighed på 26 knob. Motortorpedobåden blev fra første verdenskrig et effektivt våben, især i Italien. I mellemkrigsårene fortsatte udviklingen af motortorpedobåden i form af eksperimenter med skrogform og kraftigere motorer og under anden verdenskrig blev der bygget motortorpedobåde i stort tal, især i England, Tyskland, Sovjetunionen og USA. I kystnære farvande var de farlige modstandere for alle skibstyper ud fra devisen om, at "dem vi ikke kan banke, kan vi løbe fra".

## Moderne torpedobåde
I årene efter anden verdenskrig fortsatte især mindre nationer med at bygge motortorpedobåde, og lige som det var sket med de oprindelige torpedobåde, blev de gradvist større, og man genindførte flere steder betegnelsen torpedobåd om dem. Deres anvendelighed blev øget med fremskomsten af den trådstyrede torpedo, men siden 1970'erne bliver de suppleret og efterhånden afløst af skibe med missilbevæbning